# Прилукское сельское поселение
Прилукское сельское поселение — сельское поселение в составе Вологодского района Вологодской области.
Центр — посёлок Дорожный, расположенный в 3 км от областного центра. Название сельского поселения происходит от села Прилуки, которое в 1993 году вошло в состав Вологды.
Образовано 1 января 2006 года в соответствии с Федеральным законом № 131 «Об общих принципах организации местного самоуправления в Российской Федерации».
В состав сельского поселения вошёл Прилукский сельсовет.
По данным переписи 2010 года население — 2169 человек.

## География
Расположено на востоке района. Граничит:
- на севере и востоке с Сокольским районом,
- на юге с Подлесным сельским поселением и городским округом Вологда,
- на западе с Семёнковским сельским поселением.

## Населённые пункты
В состав сельского поселения входят 16 населённых пунктов, в том числе
14 деревень,
1 посёлок,
1 разъезд.
| Населённый пункт    | ОКАТО          | Рег. номер | Расстояние до районного центра, км | Расстояние до центра поселения, км | Координаты                      |
| ------------------- | -------------- | ---------- | ---------------------------------- | ---------------------------------- | ------------------------------- |
| деревня Архипово    | 19 220 872 002 | 2549       | 24                                 | 9                                  | 59°20′06″ с. ш. 39°54′55″ в. д. |
| деревня Борилово-2  | 19 220 872 003 | 2550       | 23                                 | 8                                  | 59°19′09″ с. ш. 39°54′03″ в. д. |
| деревня Борисово    | 19 220 872 004 | 2551       | 25                                 | 10                                 | 59°20′34″ с. ш. 39°55′15″ в. д. |
| деревня Ведрово     | 19 220 872 005 | 2552       | 28                                 | 13                                 | 59°20′34″ с. ш. 40°01′36″ в. д. |
| деревня Великое     | 19 220 872 006 | 2553       | 23                                 | 8                                  | 59°19′21″ с. ш. 39°55′05″ в. д. |
| деревня Герасимцево | 19 220 872 007 | 2554       | 27                                 | 12                                 | 59°20′15″ с. ш. 39°59′35″ в. д. |
| деревня Гришино     | 19 220 872 019 | 2555       | 16                                 | 1                                  | 59°17′06″ с. ш. 39°54′44″ в. д. |
| посёлок Дорожный    | 19 220 872 001 | 2548       | 15                                 | —                                  | 59°17′09″ с. ш. 39°55′23″ в. д. |
| разъезд Заоникиево  | 19 220 872 009 | 2556       | 22                                 | 7                                  | 59°18′43″ с. ш. 39°55′14″ в. д. |
| деревня Маега       | 19 220 872 010 | 2557       | 18                                 | 3                                  | 59°18′37″ с. ш. 39°57′51″ в. д. |
| деревня Междуречье  | 19 220 872 011 | 2558       | 32                                 | 17                                 | 59°21′29″ с. ш. 39°54′00″ в. д. |
| деревня Ободаево    | 19 220 872 013 | 2560       | 32                                 | 17                                 | 59°20′40″ с. ш. 39°59′42″ в. д. |
| деревня Северово    | 19 220 872 016 | 2562       | 31                                 | 16                                 | 59°20′59″ с. ш. 40°01′29″ в. д. |
| деревня Семёнково-2 | 19 220 872 015 | 2561       | 21                                 | 6                                  | 59°19′08″ с. ш. 39°55′17″ в. д. |
| деревня Фофанцево   | 19 220 872 017 | 2563       | 25                                 | 10                                 | 59°19′32″ с. ш. 39°59′32″ в. д. |
| деревня Шульгино    | 19 220 872 018 | 2564       | 31                                 | 16                                 | 59°20′56″ с. ш. 40°00′09″ в. д. |

### Упразднённые населённые пункты
Муравьево упразднено путём включения в состав Фофанцева в 2023 году Постановлениеи Правительства Вологодской области от 04.09.2023 № 1021 "О преобразовании отдельных населенных пунктов Вологодского района Вологодской области".
| Населённый пункт  | ОКАТО          | Рег. номер | Расстояние до районного центра, км | Расстояние до центра поселения, км | Координаты                      |
| ----------------- | -------------- | ---------- | ---------------------------------- | ---------------------------------- | ------------------------------- |
| деревня Муравьево | 19 220 872 012 | 2559       | 28                                 | 13                                 | 59°20′11″ с. ш. 40°00′53″ в. д. |